# Polo Hofer

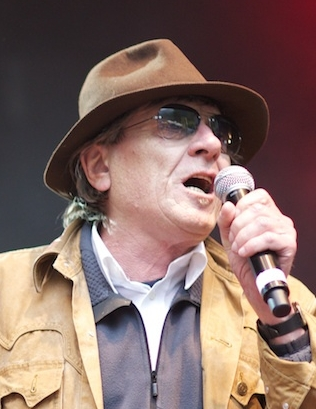
Polo Hofer bei einem Auftritt (2011)

Polo Hofer (eigentlich Urs Alfred Hofer; * 16. März 1945 in Interlaken; † 22. Juli 2017 in Oberhofen am Thunersee) war ein Schweizer Mundartrock-Sänger, Schlagzeuger und Schauspieler. Er trug in den 1970er- und 1980er-Jahren im Zuge einer Schweizer Mundartwelle als Pionier wesentlich zur Popularisierung schweizerdeutsch gesungener Rock- und Popmusik bei. Nach seinem Tod wurde er daher als «legendäres Nationalheiligtum» bezeichnet und erhielt bereits zu Lebzeiten den Übernamen «Polo National».

## Musikalische Karriere
1961 begann Hofer eine vierjährige Lehre als Handlithograf. Im selben Jahr gründete er hobbymässig die Popgruppe The Jetmen als Schlagzeuger und Leadsänger. 1967 wurde er beim schweizerischen Rhythm-’n’-Blues-Festival zum besten Sänger erkoren.
Im Sommer 1971 gründete er mit Hanery Amman, Schifer Schafer und Sämi Jungen die Mundart-Band Rumpelstilz. 1973 veröffentlichten sie ihre erste Single, Warehuus-Blues, zwei Jahre später ihre erste LP, Vogelfuetter. Mit Rumpelstilz brachte er 1976 auf Berndeutsch unter anderem die beiden Hits Kiosk und Teddybär heraus.
Wiederholt wurde Polo Hofer und Rumpelstilz vorgeworfen, zumindest teilweise Lieder zu plagieren. Besonders bei Kiosk glaubten nicht wenige Kritiker und andere Hörer deutliche Ähnlichkeiten zum Lied Dixie Chicken der Band Little Feat zu erkennen. Das Management von Little Feat klagte gegen Hofer, als der Song auch in einer schriftdeutschen Version in Deutschland erschien und dort über 600'000-mal verkauft wurde. In einem Vergleich wurden alle Einnahmen durch Kiosk den Autoren von Dixie Chicken – Lowell George und Fred Martin – zugesprochen.

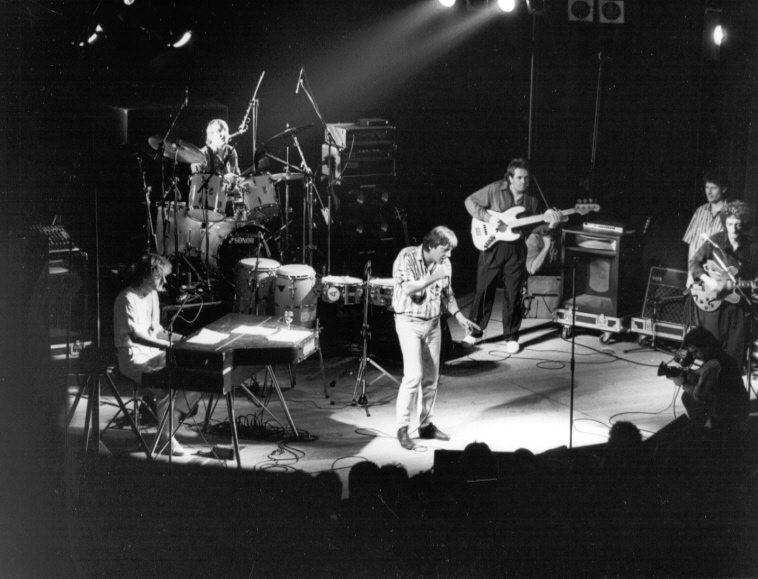
Polo Hofer und Band 1988

1977 erschien die Doppel-LP Fätze u Bitze…. Nach der Trennung von Rumpelstilz gründete Hofer Polo’s Schmetterding zusammen mit Span und Marianna Polistena, mit denen er insgesamt vier Alben veröffentlichte. 1989 kamen die Rumpelstilz in Original-Besetzung für ein kurzes Comeback zusammen und spielten das Album Live im Anker ein.
1984 gründete er die SchmetterBand, mit der er bis Januar 2003 unterwegs war. Das Abschiedskonzert wurde dokumentiert auf der DVD AbXang & Usklang von Mirjam von Arx. 2004 tourte er mit der Band The Alpinistos und gab ein Konzert zur Einweihung des neu gestalteten Berner Bundesplatzes mit Hanery Amman, Michel Poffet, Andi Pupato und Hank Shizzoe. Dieses Konzert wurde auf DVD veröffentlicht. Ausserdem nahm er drei englischsprachige Alben mit Swiss Blues Authority und das Album Buebetröim mit dem Swiss Jazz Orchestra auf.
Im Frühling 2005 wurde zu seinem 60. Geburtstag die Biografie Polo von Samuel Mumenthaler veröffentlicht. Darin erzählen Freunde, Weggefährten und er selber über sein Leben. Am 7. Oktober 2006 wurde Alperose vom Schweizer Fernsehpublikum zum grössten Schweizer Hit aller Zeiten gewählt.
2007 erschien das Album Duette 1997–2007 mit 19 Duetten, etwa mit Endo Anaconda, Philipp Fankhauser, Gölä, Büne Huber, Dodo Hug und Sina. 2009 erschien Hofers erstes Solo-Album Prototyp. Es entstand in rund vierjähriger Zusammenarbeit mit 30 Musikern und Sängerinnen und erreichte auf Anhieb Platz 1 in der Schweizer Hitparade.
Sein Song Manne, mir blybe dranne war der offizielle Schweizer Fansong der Fussball-Weltmeisterschaft 2010.
Im März 2010 erschien das Buch Das alles u no vil meh mit sämtlichen bisherigen Liedertexten von Polo Hofer. Im Februar 2012 wurde das Musical Alperose in Bern aufgeführt; für 2013 war eine Reprise geplant.

## Auszeichnungen und Ehrungen
- 1995: Prix Walo (Kategorie: Rock)
- 2002: Prix Walo (Kategorie Pop & Rock)
- 2007: Hofer und Hanery Amman werden vom Gemeinderat Interlaken mit dem «Goldenen Schlüssel» geehrt.
- 2007: Hofers Schaffen wird in der Sonderausstellung Jungfrau, Hofer & Ragusa im Historischen Museum Bern gewürdigt.
- 2008: Hofer erhält den Musikpreis 2008 des Kantons Bern.[6]
- 2009: Das frühere «Flückmätteli» in Interlaken wird auf den Namen «Amman-Hofer-Platz» umbenannt.
- 2011: Swiss Music Awards: Lebenswerk wird ausgezeichnet
- 2015: Schweizer des Jahres[7]

## Weitere Tätigkeiten
Polo Hofer war auch Perkussionist, Maler, Dichter, Veranstalter und Schauspieler. Er verfasste mit Der Rock, der Roll & überhaupt einen Gedichtband und spielte Hauptrollen in den Filmen Das Schweigen der Männer und Die Vogelpredigt oder Das Schreien der Mönche von Clemens Klopfenstein sowie die Rolle des Herrn Aschwanden in Die Nagelprobe von Luke Gasser. Ausserdem setzte er sich für die Legalisierung des Cannabiskonsums in der Schweiz ein. Von März 2008 bis Juli 2011 gestaltete er jeden Sonntag von 21 bis 22 Uhr auf DRS 3 eine eigene Radiosendung (Pop, Perlen und Polo), in welcher er seine Lieblingsmusik vorstellte; sie ist auch als Podcast verfügbar.

## Persönliches
Im Alter von 21 Jahren heiratete Polo zum ersten Mal. Er adoptierte den Sohn Oliver, den seine Frau Trudi mit in die Ehe brachte. 1996 starb seine langjährige Partnerin Isabelle Hediger im Alter von 36 Jahren an Krebs. Mit seiner zweiten Ehefrau Alice, die er 1997 kennenlernte und 2004 heiratete, wohnte er in Oberhofen am Thunersee. Den Übernamen «Polo» erhielt er als Pfadfinder von Hugo Ramseyer, dem Gründer des Zytglogge Verlags, weil Polos Eltern im «Maison Hofer»-Modegeschäft in Interlaken Polohemden anboten, was damals etwas Neues war.
2007 musste sich der Sänger ein bösartiges Karzinom am rechten Stimmband entfernen lassen.
Er starb im Alter von 72 Jahren nach einer Lungenkrebserkrankung zu Hause in Oberhofen am Thunersee.

## Diskografie

### Polo’s Pop Tales
- 1968: Polo’s Pop Tales (erschien 1998 als CD)

### Mit Drum Circus
- 1971: Magic Theatre (erschienen 2003)

### Mit der SchmetterBand

#### Alben
| Jahr | Titel                               | Höchstplatzierung, Gesamtwochen, AuszeichnungChartsChartplatzierungen (Jahr, Titel, Platzierungen, Wochen, Auszeichnungen, Anmerkungen) | Anmerkungen                                           |
| Jahr | Titel                               | CH | Anmerkungen                                           |
| ---- | ----------------------------------- | --- | ----------------------------------------------------- |
| 1984 | Polovinyl                           | CH16 (6 Wo.)CH | Erstveröffentlichung: 1984                            |
| 1985 | Giggerig                            | CH2 Gold · (22 Wo.)CH | Erstveröffentlichung: 27. Oktober 1985                |
| 1986 | Im Wilde Weste                      | CH10 (8 Wo.)CH | Erstveröffentlichung: 14. Dezember 1986               |
| 1988 | Rütmus, Bluus + schnälli Schue!     | CH1 Gold · (16 Wo.)CH | Erstveröffentlichung: 12. Juni 1988                   |
| 1990 | Eden                                | CH1 Platin · (28 Wo.)CH | Erstveröffentlichung: 7. Oktober 1990                 |
| 1991 | 1984–1991 – 15 starke Songs plus 3  | CH12 (3 Wo.)CH | Best-of-Album, Charteintritt: 30. Juli 2017           |
| 1991 | Bluesiana                           | — | Videoalbum                                            |
| 1992 | Travailler c’est trop dûr           | CH1 (27 Wo.)CH | Erstveröffentlichung: 6. September 1992               |
| 1993 | Live                                | CH6 (12 Wo.)CH | Livealbum Erstveröffentlichung: 5. Dezember 1993      |
| 1994 | Welcome i dr Sonderbar              | CH1 Platin · (19 Wo.)CH | Erstveröffentlichung: 13. November 1994               |
| 1995 | 1987–1994 – Weitere 15 starke Songs | CH20 (7 Wo.)CH | Best-of-Album Erstveröffentlichung: 22. Oktober 1995  |
| 1997 | Über alli Bärge                     | CH1 Gold · (17 Wo.)CH | Erstveröffentlichung: 14. September 1997              |
| 2000 | Härzbluet                           | CH1 Platin · (20 Wo.)CH | Erstveröffentlichung: 16. Januar 2000                 |
| 2002 | Xangischxung                        | CH2 Platin · (22 Wo.)CH | Erstveröffentlichung: 2. Juni 2002                    |
| 2003 | AbXang & UsKlang                    | — | Videoalbum                                            |
| 2004 | Silber, Gold & Perle                | CH1 Gold · (16 Wo.)CH | Best-of-Album Erstveröffentlichung: 5. September 2004 |

### Mit diversen Musikern

#### Alben
| Jahr | Titel                                | Höchstplatzierung, Gesamtwochen, AuszeichnungChartsChartplatzierungen (Jahr, Titel, Platzierungen, Wochen, Auszeichnungen, Anmerkungen) | Anmerkungen                                                 |
| Jahr | Titel                                | CH | Anmerkungen                                                 |
| ---- | ------------------------------------ | --- | ----------------------------------------------------------- |
| 1983 | Switzerband                          | CH24 (1 Wo.)CH | Switzerband mit Polo Hofer                                  |
| 2000 | Kind Of Blue                         | CH30 (6 Wo.)CH | Swiss Blues Authority feat. Polo Hofer                      |
| 2007 | Duette 1977–2007                     | CH3 Gold · (21 Wo.)CH | Polo Hofer Erstveröffentlichung: 24. März 2007              |
| 2009 | Prototyp                             | CH1 Platin · (20 Wo.)CH | Polo Hofer Erstveröffentlichung: 21. August 2009            |
| 2010 | Rimix                                | CH6 (5 Wo.)CH | Polo Hofer Erstveröffentlichung: 1. Oktober 2010            |
| 2011 | Polo Hofer singt Bob Dylan 1981–2011 | CH4 (14 Wo.)CH | Polo Hofer Erstveröffentlichung: 27. Mai 2011               |
| 2012 | Alperose – das Musical               | CH33 (3 Wo.)CH | Musical                                                     |
| 2015 | 100 % Schweizer Musik                | CH1 (11 Wo.)CH | Polo Hofer & Friends Erstveröffentlichung: 23. Oktober 2015 |
| 2016 | Ändspurt                             | CH2 (20 Wo.)CH | Polo Hofer Erstveröffentlichung: 8. Januar 2016             |
| 2016 | Die besten Balladen von 1976–2016    | CH10 (14 Wo.)CH | Polo Hofer Erstveröffentlichung: 25. November 2016          |
| 2017 | Klassiker                            | CH3 (20 Wo.)CH | Erstveröffentlichung: 25. August 2017                       |
| 2018 | Rocks & Pops                         | CH20 (3 Wo.)CH | Erstveröffentlichung: 20. April 2018                        |

#### Singles
| Jahr | Titel Album                                   | Höchstplatzierung, Gesamtwochen, AuszeichnungChartsChartplatzierungen (Jahr, Titel, Album, Platzierungen, Wochen, Auszeichnungen, Anmerkungen) | Anmerkungen                                                      |
| Jahr | Titel Album                                   | CH | Anmerkungen                                                      |
| ---- | --------------------------------------------- | --- | ---------------------------------------------------------------- |
| 1979 | Radio 24                                      | CH3 (7 Wo.)CH | als Polo Hofer's Schmetterding                                   |
| 1984 | Wyssebüehl Polovinyl                          | CH69 (1 Wo.)CH | Charteinstieg: 30. Juli 2017                                     |
| 1985 | Alperose Giggerig                             | CH24 (6 Wo.)CH | Polo Hofer und die Schmetterband Charteinstieg: 2. Dezember 2007 |
| 1986 | Im letschte Tram Im Wilde Weste               | CH73 (1 Wo.)CH | Polo Hofer und die Schmetterband Charteinstieg: 30. Juli 2017    |
| 1987 | Stop Aids 1987–1994 – 15 weitere starke Songs | CH7 (6 Wo.)CH | Polo Hofer und die Schmetterband                                 |
| 1992 | 156... Sexy Sue Boys in Blue                  | CH18 (6 Wo.)CH | Steve Whitney Band mit Gastsänger Polo Hofer                     |
| 1997 | Du und i / Kiffer Über alli Bärge             | CH31 (5 Wo.)CH | Polo Hofer und die Schmetterband                                 |
| 2004 | Nüt meh als am Stüür Silber, Gold & Perle     | CH48 (3 Wo.)CH | Polo Hofer und die Schmetterband                                 |
| 2007 | Alperose Duette 1977–2007                     | CH15 (10 Wo.)CH | mit Sandee/Sina/Kandlbauer                                       |
| 2009 | Wie söll me däm de säge süsch Prototyp        | CH41 (7 Wo.)CH |                                                                  |

### Sonstige Veröffentlichungen
- 2013: Weisch du no? feat. Knackeboul (Kompilationsbeitrag Bock uf Rock Vol. 6)[15]

## Spielfilme
Der Regisseur Clemens Klopfenstein drehte mehrere Filme mit Polo Hofer und Max Rüdlinger:
- E nachtlang Füürland (1982)
- Füürland 2 (1992)
- Die Gemmi – ein Übergang (Kurzfilm, 1994)
- Das Schweigen der Männer (1997)
- Die Vogelpredigt oder Das Schreien der Mönche (2005)

Zu dieser Serie gehört der abschliessende Film Das Ächzen der Asche von 2018, in dem der verstorbene Polo Hofer nur noch durch eine Büste verkörpert auftritt.

## Dokumentarfilm
- Hanspeter Bäni: Polo Hofer – Rhythmus, Rausch und Rampenlicht. In: DOK (SRF 1). 20. November 2014 (Video; 50 min)

## Bücher
- Der Rock, der Roll + überhaupt. Poems. Limmat, Zürich 1997, ISBN 3-85791-284-7.
- Polosofie Vol. I. Gestammelte Werke und Afforismen. Firma-La-Douce, Bern 2004, ISBN 3-9522915-0-1.
- Polosofie Vol. II. Firma-La-Douce, Bern 2005, ISBN 3-9522915-2-8.
- Polosofie Vol. III. Firma-La-Douce, Bern 2006, ISBN 3-9522915-3-6.
- Das alles u no vil meh. Songtexte 1973–2009. Zytglogge, Oberhofen 2010, ISBN 978-3-7296-0803-0.